# Terminator T-7RPI
The Cyberdyne Systems Terminator T-7RPI o simplemente T-7RPI es un semi-androide con el nombre de Marcus Wright, protagonista principal de la cinta Terminator Salvation de 2009, interpretado por Sam Worthington. En 2003 Marcus es un delincuente que se encuentra prisionero, resultando condenado a pena de muerte por múltiples asesinatos y ejecutado por inyección letal. Luego es transformado en un androide (no del todo) de la generación de los Terminators como el nuevo T-7RPI por parte de Skynet, creyendo que es el perfecto Infiltrador para lograr exterminar a John Connor. Marcus despierta sin ni siquiera saber donde está o en que año, pero decide comenzar un camino que podría arriesgar su vida, y revelarle en un futuro quién es en realidad.

## Características
El Terminator se compone por fuera con el mismo tejido vivo del T-800, esqueletos metálicos inoxidables, gran fuerza sobrehumana, un chip de control localizado en la parte trasera del cráneo (esto hace que Skynet pueda controlarlo aun si Marcus no quiera, pero después él se despedaza el tejido en la parte superior de la nuca extrayendo el chip que le implantaron para no obedecer a las órdenes de la fuerza artificial y poder salvar a Connor), un cerebro y un corazón humano (el corazón recibe un gran golpe en las últimas escenas que le ocasiona el T-800, encarnado por Arnold Schwarzenegger, cuando éste detecta y golpea su vulnerable órgano). 
A diferencia de los demás Terminators, este que piensa como humano, lógicamente tiene sentimientos, emociones, y toma decisiones de forma radical, en especial con Connor, Star, Kyle Reese y Blair Williams, una piloto que conoce después de que su Fairchild-Republic A-10 Thunderbolt II fuera derribado y ella al eyectarse queda atascada en una torre de alta tensión, armando así su primera relación sentimental.
Cuando la escena finaliza, este termina sacrificando su corazón, entregándolo a John Connor para que siga liderando a su ejército contra Skynet y sus máquinas, ya que es destrozado cuando el T-800 durante la batalla le atraviesa una barra de metal en el lado izquierdo de su torso.

## Curiosidades
Al igual que el Terminator T-800 de las anteriores películas, este también termina sacrificando su vida para ayudar a Connor y a las personas que lo acompañen, solo que no fue su misión programada, sino por voluntad propia.